# Хлопчик і його атом
«Хлопчик і його атом» (англ. A Boy and his atom) — анімаційний короткометражний фільм IBM Research 2013 року, створений переміщенням атомів.
Фільм розповідає про хлопчика, який подружився з атомом, з яким він танцює, грає в м'яч і стрибає на батуті. Для створення фільму отримано 242 зображення молекул чадного газу, положення яких змінювалося за допомогою зарядженого вістря сканувального тунельного мікроскопа при збільшенні більш ніж 100 млн разів. З цих двоатомних молекул склали зображення, які потім зберегли як окремі кадри для створення фільму.
Фільм потрапив у Книгу рекордів Гіннеса як «найменший ляльковий фільм».

## Створення

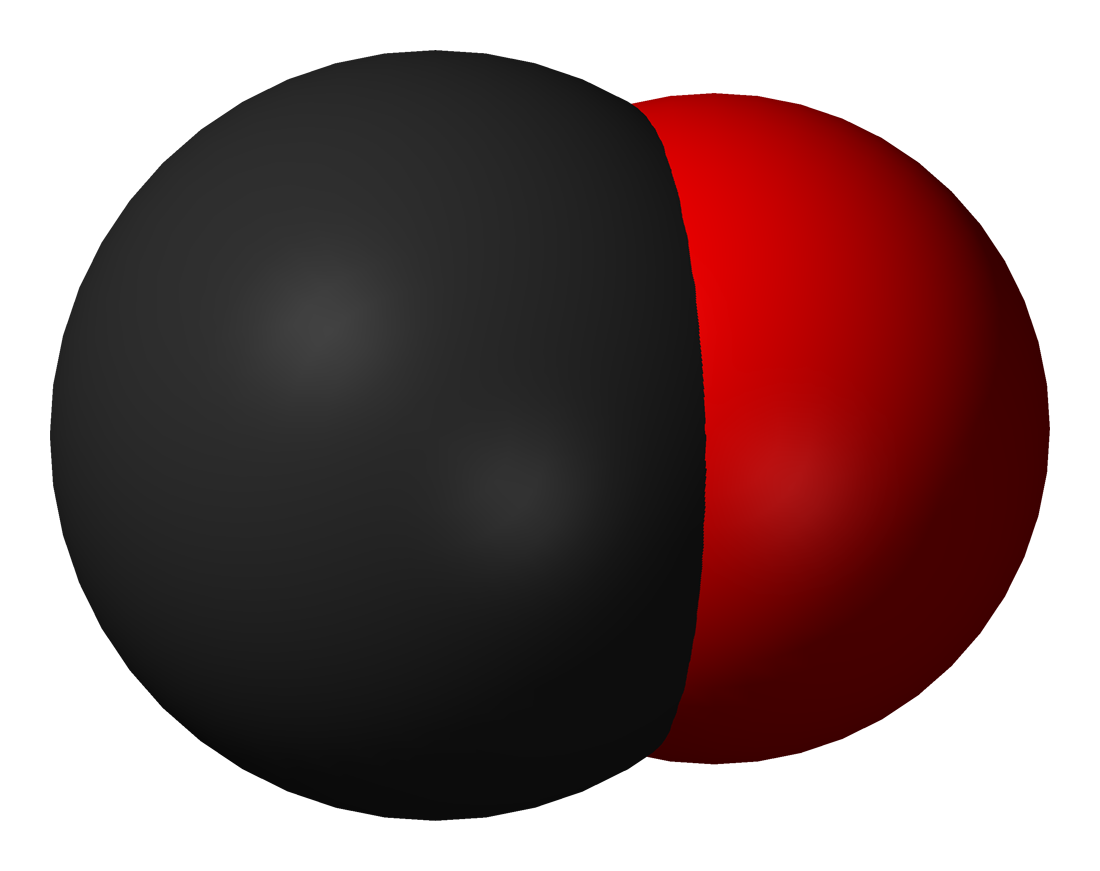
Діаграма молекули оксиду вуглецю

Фільм створений групою вчених з IBM у співпраці з рекламним агентством Ogilvy & Mather, у дослідницькому центрі компанії Almaden у Сан-Хосе, Каліфорнія. Молекули оксиду вуглецю помістили на мідну підкладку за допомогою мідної голки на відстані 1 нанометра. Під час фотографування скануючим тунельним мікроскопом, кисневий компонент кожної молекули відображається у вигляді точки, що дозволяє створювати зображення.
Команда створила 242 зображення з 65 молекулами чадного газу. Їх було об’єднано у відеоролик. Кожен кадр має розміри 45 на 25 нанометрів. На створення фільму чотирьом дослідникам знадобилося два тижні по 18 годин на день.